# 수의 (장례)
수의(壽衣)는 죽은 사람에게 입히는 옷이다.

## 역사
삼국시대의 왕족들 무덤에서는 시신이 화려한 장신구와 함께 옷을 잘 갖추어 입고 있음을 알 수 있으나 일반적인 장례의 경우는 어떠하였는지 알기 어렵다. 조선시대에 들어 유교의 영향으로 매장이 일반화되면서 수의를 입히는 것이 일반화되었다. 수의에 사용되는 옷을 고르는 기본원칙은 생시의 예복(문관의 경우 관복, 무관의 경우 갑옷 등)을 사용하는 것이었으며, 이는 조선시대 분묘에서 출토된 복식들로 확인이 가능하다.
현대에 들어서는 삼베(대마포)를 수의의 재료로 사용하는 것이 일반적이나, 이는 일제의 잔재라는 지적이 많다. 조선시대까지는 양반 사대부 층의 경우 비단, 면 등의 고급 재료를 주로 사용했고 서민층은 삼베 등의 저렴한 재료를 써왔으나 일제가 자원을 수탈하기 위해 고급 재료의 사용을 금지하고 삼베만을 이용하도록 강제했다는 것이다.

## 문화
조선 시대 사대부 사이에서는 미리 자신의 묘자리와 수의를 준비하는 풍습이 있었다. 현대에 들어 병원이나 장례식장에서 장례를 치르는 경우가 일반적으로 많은 사람들이 이곳에서 수의를 구입한다. 장례식장의 수의값이 터무니 없이 비싸 사회적 문제가 되기도 한다. 최근 들어 매장이 아닌 화장 등 여러 가지 다른 형태의 장례를 치르는 경우가 늘고 있고 고인의 뜻에 따라 비싼 수의 대신 고인이 평소에 즐겨 입던 양복 등의 옷으로 대체하는 경우도 있다.